# Biureto
Il biureto è un composto chimico risultante dalla condensazione di due molecole di urea. È conosciuto anche con i nomi di allofanamide, carbamil-urea ed ureido-formamide. È un solido bianco, solubile in acqua calda.
A parte essere utilizzato per la classica reazione colorimetrica che porta lo stesso nome, il biureto può condensare con la guanidina in presenza di calore ed un catalizzatore acido, per generare melammina. Questo composto è la base di partenza per la sintesi di resine sintetiche definite "melamminiche", utilizzate per la produzione di laminati plastici.

## Preparazione e struttura
Il composto originario può essere preparato riscaldando l'urea al di sopra del punto di fusione a cui viene espulsa l'ammoniaca a temperatura:
{\displaystyle {\ce {2 CO(NH2)2 -> H2NCONHCONH2 + NH3}}}
In condizioni analoghe, la pirolisi dell'urea fornisce triureto. In generale, i biureti organici (quelli con gruppi alchilici o arilici al posto di uno o più atomi di idrogeno) vengono preparati mediante trimerizzazione degli isocianati.

## Applicazioni
Il biureto è anche usato come fonte di azoto non proteico nel mangime per ruminanti, dove viene convertito in proteine dai microrganismi intestinali. È meno favorito dell'urea, a causa del suo costo più elevato e della minore digeribilità ma quest'ultima caratteristica ne rallenta anche la digestione e quindi diminuisce il rischio di tossicità dell'ammoniaca.

## Storia
Il biureto fu preparato e studiato per la prima volta da Gustav Heinrich Wiedemann (1826-1899) per la sua tesi di dottorato, che fu presentata nel 1847. Le sue scoperte furono riportate in diversi articoli.